# Mexikanische Strumpfbandnatter
Die Mexikanische Strumpfbandnatter (Thamnophis eques) ist eine von über 30 bekannten Arten der Gattung Strumpfbandnattern mit derzeit zehn Unterarten.

## Merkmale
Die Mexikanische Strumpfbandnatter kann bis knapp über 120 cm lang werden. Männchen bleiben grundsätzlich kleiner.
Wie alle Thamnophis-Arten ist sie lebendgebärend.
Sie frisst Fisch und Frösche, aber auch Würmer, Egel, Echsen und Nager.
Thamnophis eques ist ein anschauliches Beispiel für die sich ständig ändernde Artbeschreibung und -zuordnung innerhalb der Gattung Strumpfbandnattern. Es werden immer wieder bisher unbekannte Thamnophis-Vertreter entdeckt. Auch mithilfe moderner Genanalysen wird die Artzuordnung dieser weit verbreiteten Tiere neu gestaltet. Erst 2003 wurden sieben neue Unterarten der Mexikanischen Strumpfbandnatter beschrieben. Der ehemaligen Unterart Thamnophis eques cyrtopsis wurde ein eigener Artstatus zugewiesen.

## Verbreitung
Der natürliche Lebensraum der Mexikanischen Strumpfbandnattern reicht von Süd-Arizona und New Mexico in den USA bis nach Mexiko (dort nahe dem Pico de Orizaba nordwestwärts über Sonora und Chihuahua). Isolierte Populationen wurden außerdem in den mexikanischen Bundesstaaten Oaxaca und Nuevo León gefunden.
In den USA sind die Mexikanischen Strumpfbandnattern vom Aussterben bedroht, besonders seit der Ausbreitung des Ochsenfroschs, der Nahrungskonkurrent und zugleich Fressfeind (Prädator) der Strumpfbandnattern ist.